# Gullbron
Gullbron är ett område med fyra runstenar norr om Vallentunasjön där Skålhamravägen ansluter till väg 268 i Vallentuna kommun. Gullbron var på vikingatiden en bro över sundet mellan Vallentunasjön och före detta Sormsjön.

## Historia
Det finns nästan inga spår kvar efter bron som låg söder om nuvarande väg 268. Den nämns i ett bytesbrev 1354 och stavas då Guldbron. En beskrivning från 1600-talet nämner fyra stenar vid bron, varav en saknade runor. Stenarna (U 236, U 237 och U 238) har flyttats till andra platser i närområdet. Gullbrostenarna berättar om Lindösläkten norr om Vallentunasjön som byggde bron på tusentalet: Ulf, Astrid och deras söner Gärdar, Fulluge, Sigrev, Sigvat, Sibbe och Sven. Bron kan ha liknat Jarlabankes bro i Täby. Dessutom finns en sten (U 239) som inte kan knytas till Lindösläkten. På äldre kartor finns ett Gullängen utmärkt som kan ha använts som tingsplats, som antingen kan ha varit den som Jarlabanke syftat på i runstenen U 212 vid Vallentuna kyrka, eller som kan ha lytt under Lindösläkten. Gullbrostenarna är yngre än Jarlabankes stenar.
År 1689 låg sannolikt Gullbro krog, som då tillhörde släkten Klingspor, där Gullbro bygdegård ligger idag.

## Runstenarna

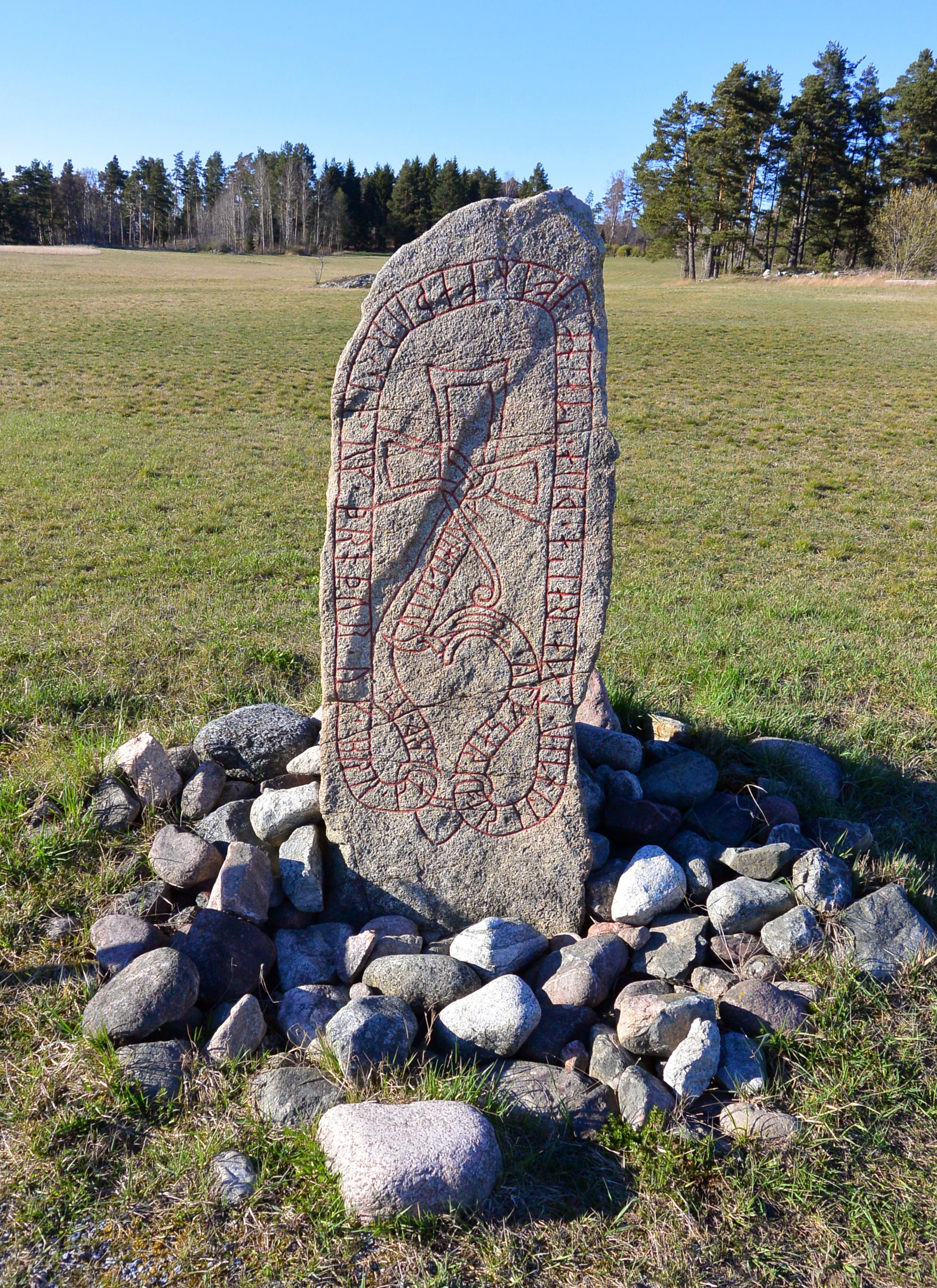
U 236
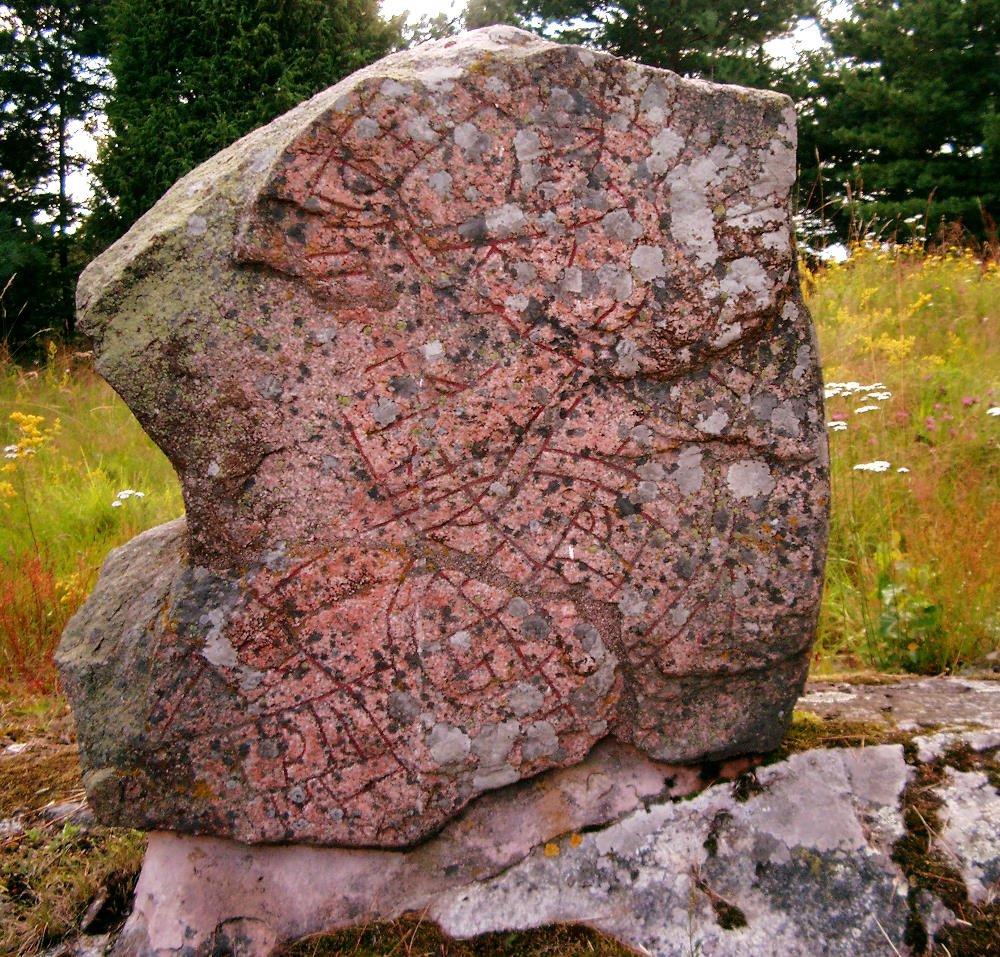
U 237
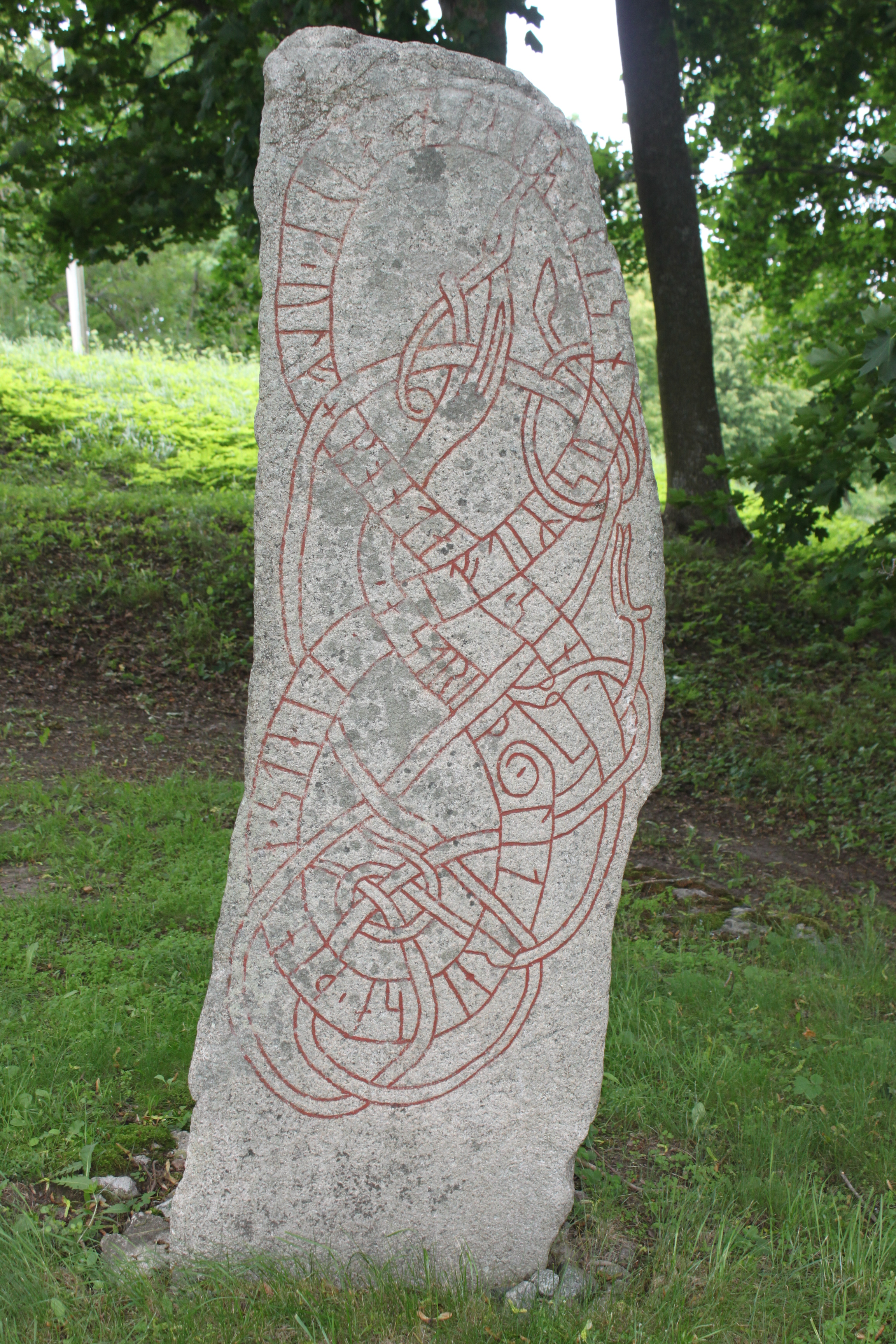
U 238
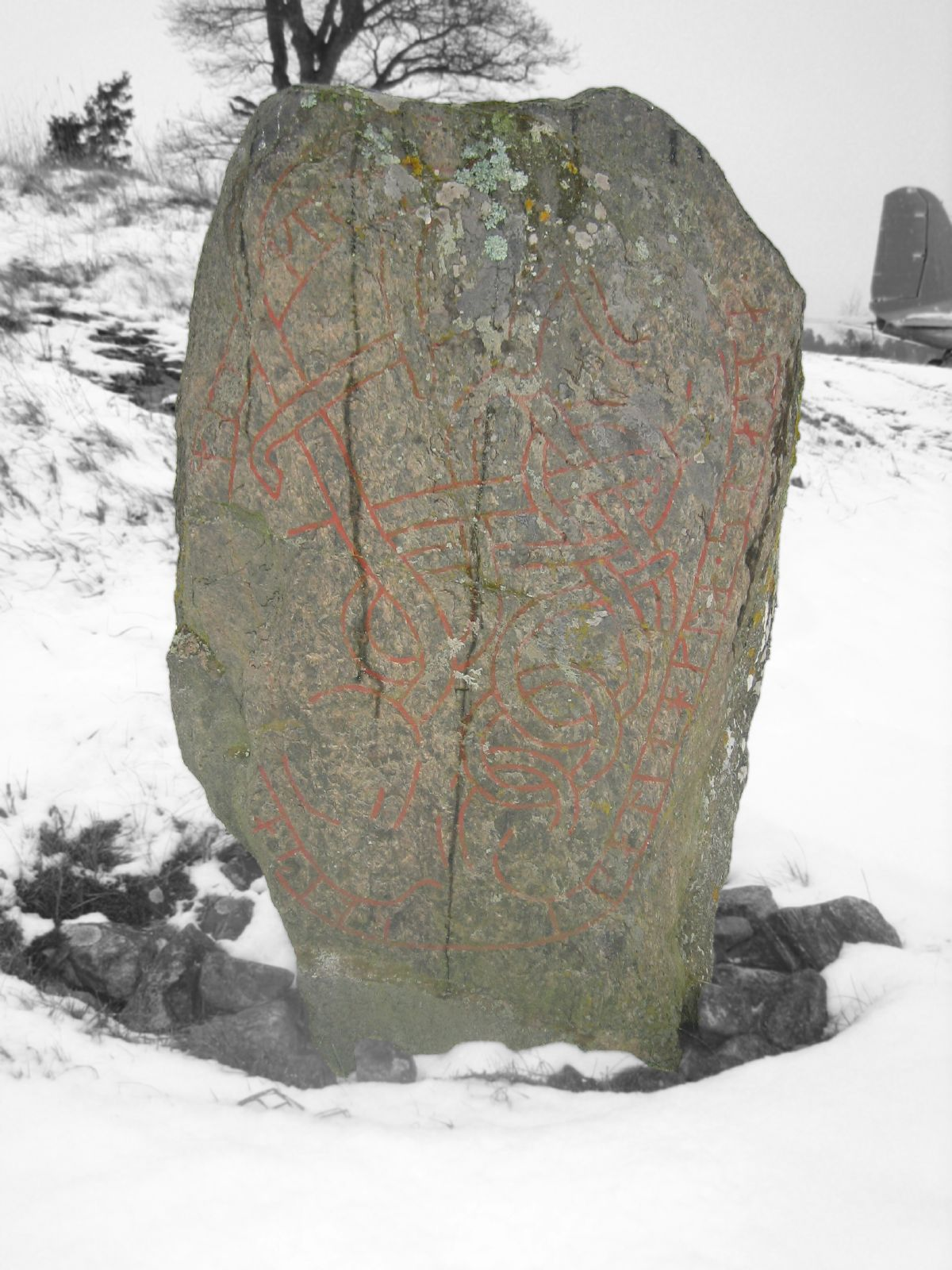
U 239

### Runsten U 236
Runstenen består av ljusgrå granit och dateras till ca 1050–1080 e Kr. Stenen, som är signerad av Visäte, står norr om vägen mellan Vallentuna och Upplands Väsby, ca 100 meter väster om infarten till Lindönäs.
Text: Ulfs arvingar i Lindö låter resa dessa stenar efter sin fader och broder och gjorde bron. Visäte högg.

### Runsten U 237
Runstenen består av röd granit och dateras till ca 1050–1100 e Kr. Stenen, som antas vara signerad av Visäte, är svårt skadad och står norr om stora vägen, på vänstra sidan om infarten till Lindönäs.
Text: Bröderna Gärdar och Fullhuge och Sigrev och Sibbe och Sigvat lät resa denna sten åt sin fader Ulf, och åt Sven, sin broder. Gud hjälpe…

### Runsten U 238
Runstenen består av ljusgrå granit och dateras till ca 1050–1080 e Kr. Stenen, som antas vara signerad av Visäte, och står numera i parken vid Lindö gård.
Text: Astrid lät resa denna sten efter sin son Sven och Ulf, sin make.

### Runsten U 239
Runstenen består av gnejs, är inte stildaterad och är ristad av en okänd runristare.Stenen står 300 meter öster om Gullbron strax söder om vägen mellan Vallentuna och Upplands Väsby. 
Text: Inga lät hugga stenarna (efter sin) make...